# Ritual (band)
Ritual is een band uit de omgeving van Stockholm, Zweden. Ze spelen een mix van progressieve rock en Zweedse folk.
Start van de band is eigenlijk al in 1988 als Lundström, Lindquist en Nordgren, die in Stockholm studeren, de koppen bij elkaar steken. De muziek lijkt dan op It Bites, Yes en Genesis. Hun zesmansband heet Bröd (Brood). In 1992 komt Gamble erbij en wordt de naam omgedoopt in Ritual. Terwijl Kaipa, een andere Zweedse en vergelijkbare band waarin Lunström speelt, meer naar de rockkant neigt, zijn bij Ritual de folk-invloeden duidelijker aanwezig.

## Musici
- Patrik Lundström- zang en gitaar
- Fredrik Lindqvist - basgitaar, boezoeki, fluitjes en zang
- Johan Nordgren- slagwerk, nyckelharpa en zang
- Jon Gamble - toetsen, harmonium en zang.

## Discografie
- 1995: Ritual;
- 1999: Did I Go Wrong [EP]
- 1999: Superb birth;
- 2003: Think Like a Mountain
- 2005: Ritual Live
- 2007: The Hemulic Voluntary Band
- 2020: Glimpses from the Story of Mr. Bogd [EP]

## Bron en externe link
- (en) Ritual
- IO-pages.